# Liste der Bodendenkmale in Märkisch Linden
Die Liste der Bodendenkmale in Märkisch Linden enthält alle Bodendenkmale der brandenburgischen Gemeinde Märkisch Linden und ihrer Ortsteile auf der Grundlage der Landesdenkmalliste vom 31. Dezember 2020.
Die Baudenkmale sind in der Liste der Baudenkmale in Märkisch Linden aufgeführt.
| Gemarkung                                    | Flur       | Kurzansprache                                                                                    | Bodendenkmalnummer | Bemerkung | Bild |
| -------------------------------------------- | ---------- | ------------------------------------------------------------------------------------------------ | ------------------ | --------- | ---- |
| Darritz-Wahlendorf (Lage)                    | 4          | Siedlung Ur- und Frühgeschichte, Siedlung slawisches Mittelalter, Siedlung deutsches Mittelalter | 100124             |           |      |
| Darritz-Wahlendorf, Walsleben, Werder (Lage) | 1, 2, 2    | Siedlung slawisches Mittelalter, Siedlung Ur- und Frühgeschichte                                 | 100089             |           |      |
| Dabergotz, Gottberg (Lage)                   | 1, 1       | Siedlung slawisches Mittelalter, Siedlung deutsches Mittelalter, Gräberfeld Bronzezeit           | 100080             |           |      |
| Gottberg (Lage)                              | 3, 4       | Siedlung slawisches Mittelalter, Wüstung deutsches Mittelalter                                   | 100081             |           |      |
| Gottberg (Lage)                              | 2, 3       | Dorfkern deutsches Mittelalter, Dorfkern Neuzeit                                                 | 100082             |           |      |
| Gottberg (Lage)                              | 4          | Mühle deutsches Mittelalter, Mühle Neuzeit                                                       | 100084             |           |      |
| Gottberg (Lage)                              | 3, 4       | Siedlung slawisches Mittelalter                                                                  | 100085             |           |      |
| Dabergotz, Gottberg (Lage)                   | 1, 1       | Siedlung slawisches Mittelalter                                                                  | 100098             |           |      |
| Kränzlin (Lage)                              | 8          | Siedlung slawisches Mittelalter                                                                  | 100107             |           |      |
| Kränzlin (Lage)                              | 2          | Siedlung slawisches Mittelalter                                                                  | 100108             |           |      |
| Kränzlin (Lage)                              | 8          | Siedlung slawisches Mittelalter                                                                  | 100109             |           |      |
| Bechlin, Dabergotz, Kränzlin (Lage)          | 1, 3, 1, 5 | Dorfkern Neuzeit, Siedlung slawisches Mittelalter, Dorfkern deutsches Mittelalter                | 100110             |           |      |
| Kränzlin (Lage)                              | 9          | Siedlung slawisches Mittelalter                                                                  | 100111             |           |      |
| Kränzlin (Lage)                              | 4, 9       | Siedlung slawisches Mittelalter                                                                  | 100112             |           |      |
| Kränzlin (Lage)                              | 4, 9       | Siedlung Bronzezeit                                                                              | 100113             |           |      |
| Kränzlin (Lage)                              | 7          | Siedlung slawisches Mittelalter                                                                  | 100114             |           |      |
| Kränzlin (Lage)                              | 2, 3       | Siedlung Ur- und Frühgeschichte                                                                  | 100115             |           |      |
| Kränzlin (Lage)                              | 4, 5       | Siedlung slawisches Mittelalter                                                                  | 100147             |           |      |
| Werder (Lage)                                | 1, 4       | Dorfkern deutsches Mittelalter, Dorfkern Neuzeit                                                 | 100096             |           |      |